# Nucli antic de Breda
El Nucli antic de Breda és el centre històric d'estil romànic de Breda (Selva), una obra declarada bé cultural d'interès nacional.

## Descripció
La vila de Breda es troba al peu del Montseny, a la vora esquerra de la riera del seu nom, i té com a centre l'església de l'antic monestir benedictí de Sant Salvador, fundat al segle xi. L'església és un edifici gòtic (segles XIV-XVI), que conserva el campanar romànic (segle xii), així com una ala de l'antic claustre romànic. Al seu costat hi ha la casa abacial (segle xvi). Darrere l'església del monestir hi ha l'antiga església parroquial de Santa Maria, d'origen romànic, que ha estat molt alterada en ésser transformada en Casa de la Vila. La resta del nucli antic, tot i que ha estat molt transformat, conserva encara alguns edificis d'interès, com Can Trunes o Can Sisó (1543), tots dos amb els portals adovellats i notables finestrals conopials gòtics.

## Història
La troballa d'una "ascla leval·loisiana" a prop de la riera de Breda ens situa en el Paleolític Mitjà (fa més de 70.000 anys).
La vila de Breda, que és documentada des del 878, va créixer a redós de l'antic monestir de Sant Salvador, fundat pels vescomtes de Cabrera el 1038 i que subsistí com a abadia fins a l'exclaustració del 1835.
Entre els segles IX i XI, en concret el 878 apareix per primer cop el nom de Breda en un document. En aquells moments Breda era una vila rural. No és fins al segle xi, quan amb Guerau de Cabrera i Ermessenda, vescomtes de Girona, començarà a haver-hi un nucli poblacional. Cal tenir en compte que el 1038 fundaren el monestir de la vila.
Entre 878 i 1038 es va construir la primitiva església de Santa Maria de Breda (actual museu Aragay i ajuntament).
El 20 de maig de 1640, en els inicis de la "Guerra dels Segadors", gent de Breda i Sant Celoni varen atacar una tropa d'uns 800 soldats del Terci de Lleonard Moles, tropes que anaven en retirada després d'haver estat derrotades pels volts de Riudarenes. A la fi de la guerra, Breda va tornar a ser escenari d'un enfrontament (any 1653) entre catalans i francesos, d'una banda, i les tropes castellanes de Felip IV.
Durant la Guerra de Successió (1705-1714), Breda va ser partidària de l'Arxiduc Carles d'Àustria.
Durant la Guerra del Francès (1808-1814), gent de Breda va col·laborar en la lluita contra les tropes franceses, I durant la guerra, la població va ser abandonada pels seus habitants per por a l'acció de les tropes franceses.
Durant les Guerres Carlines, tropes liberals i carlines s'enfrontaren dins la població.
Durant la Guerra Civil (1936-1939), molts bredens partidaris de la República moriren.
El treball de la terrissa i la ceràmica documentat des de finals del segle xvi, han fet popular la població que és coneguda per aquesta indústria i, recentment (2005-2007) el poble ha estat escenari d'una telenovela catalana, Ventdelplà, fet que ha portat més visitants al poble.